# Gerrit Schulte
Gerrit Schulte, né le 7 janvier 1916 à Amsterdam et mort le 26 février 1992 à Bois-le-Duc, est un coureur cycliste néerlandais.

## Biographie
La principale spécialité de Gerrit Schulte était la poursuite sur piste, dont il remporta à dix reprises le titre de champion des Pays-Bas, deux fois celui de Champion d'Europe, et une fois celui de Champion du monde, en 1948. 
Il s'illustra également sur la route, où il remporta trois titres de champion des Pays-Bas et une étape du Tour de France, et dans les six-jours, notamment à la fin de sa carrière. Schulte a donné son nom au trophée récompensant chaque année le meilleur coureur cycliste professionnel néerlandais.

## Palmarès sur piste

### Championnats du monde
- Paris 1947
  - 4e de la poursuite
- Amsterdam 1948
  -  Champion du monde de poursuite

### Six jours
- Six jours d'Anvers : 1940 et 1949 (avec Gerrit Boeijen), 1954 (avec Gerrit Peters), 1959 (avec Klaus Bugdahl et Peter Post), 1960 (avec Jan Plantaz et Peter Post)
- Six jours de Paris : 1946 (avec Gerrit Boeijen), 1950 et 1953 (avec Gerrit Peters)
- Six jours de Gand : 1947 et 1949 (avec Gerrit Boeijen), 1950 (avec Gerrit Peters)
- Six jours de Bruxelles : 1947 (avec Gerrit Boeijen), 1959 (avec Peter Post)
- Six jours de Berlin : 1954 (avec Gerrit Peters), 1958 (avec Klaus Bugdahl)
- Six jours de Münster : 1955 (avec Gerrit Peters)
- Six jours de Zurich : 1956 (avec Kay-Werner Nielsen, 1957 (avec Armin Von Büren)
- Six jours de Copenhague : 1956 (avec Lucien Gillen)

### Courses sur piste
- 1946 : Prix Raynaud-Dayen (avec Gerrit Boeijen)
- 1949 : Prix Hourlier-Comès (avec Gerrit Peters)
- 1952 : Prix Goullet-Fogler (avec Gerrit Peters)

### Championnats d'Europe
- 1949
  -  Champion d'Europe de l'américaine (avec Gerrit Boeijen)
- 1950
  -  Champion d'Europe de l'américaine (avec Gerrit Peters)
- 1959
  -  Médaillé de bronze de l'américaine

### Championnats des Pays-Bas
- Champion des Pays-Bas de poursuite en 1940, 1941, 1942, 1943, 1944, 1945, 1947, 1948, 1950 et 1951

## Palmarès sur route
| - 1937 - Tour de Gendringen amateurs - 1938 - Critérium des As - 3e étape du Tour de France - 2e du championnat des Pays-Bas sur route - 2e du Grand Prix des Nations - 1939 - 1re et 2e étapes du Tour d'Allemagne - 1944 - Champion des Pays-Bas sur route - 1946 - 5e du championnat du monde sur route - 1947 - Grand Prix de Saint-Nicolas - Tour des Six Provinces : - Classement général - 2ea et 2eb étapes - 2e du championnat des Pays-Bas sur route - 3e de Bruxelles-Ingooigem - 1948 - Champion des Pays-Bas sur route - 1949 - Tour des Pays-Bas : - Classement général - 4e, 6e et 7eb (contre-la-montre par équipes) étapes - 5e du championnat du monde sur route | - 1950 - Champion des Pays-Bas sur route - Boucles de la Gartempe : - Classement général - 2e étape - 4e du championnat du monde sur route - 1951 - 3e et 5ea étapes du Tour des Pays-Bas - 1953 - Champion des Pays-Bas sur route - 1954 - 2e étape du Tour des Pays-Bas - 2eb étape des Trois jours d'Anvers (contre-la-montre par équipes) - 2e du Tour des Pays-Bas - 1955 - 4eb étape du Tour des Pays-Bas - 1956 - 8eb étape du Tour des Pays-Bas - Médaillé de bronze au championnat du monde sur route |

### Résultats sur le Tour de France
1 participation
- 1938 : hors-délai (8e étape), vainqueur de la 3e étape

## Distinctions
- Sportif néerlandais de l'année : 1958
- Cycliste néerlandais de l'année : 1958